# 黑爾格拉本河
50°18′42.41″N 9°26′22.93″E / 50.3117806°N 9.4397028°E

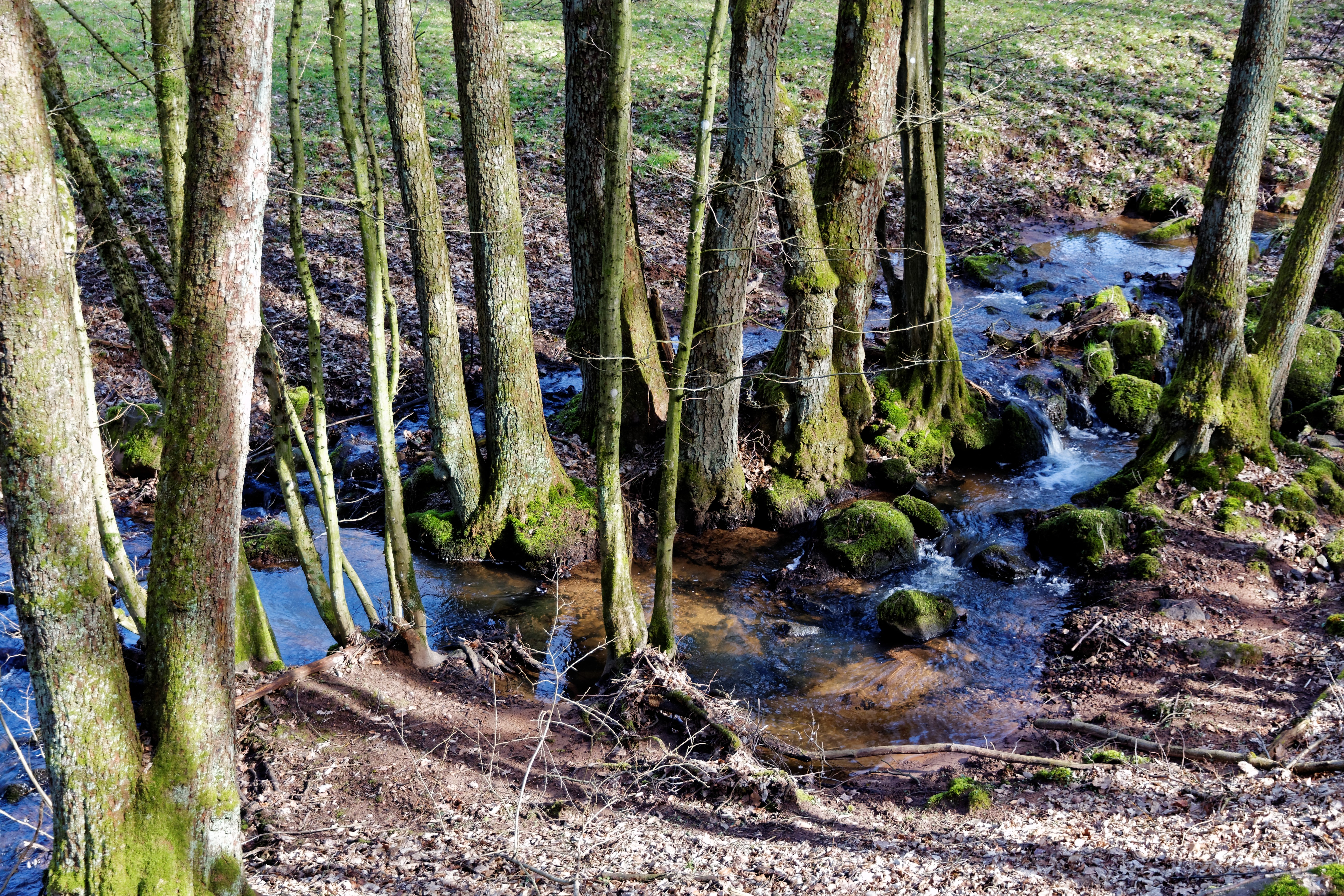

黑爾格拉本河（德語：Hellgraben），是德國的河流，位於該國中部，由黑森州負責管轄，屬於金齊希河的左支流，河道全長5.5公里，流域面積5.1平方公里，發源自施特拉瑟地區施泰瑙以南。